# 천장산 (서울)
천장산(天藏山)은 대한민국 서울특별시 동대문구 회기동･청량리동, 성북구 석관동에 걸쳐 있는 해발 140m의 한국의 화강암 산으로서, 불교사찰 가운데 명당터로 알려져 '하늘이 숨겨놓은 곳'이라는 뜻에서 유래된 이름이라고 한다. 한편 연화사의 삼성각 상량문에 의하면 ‘진여불보의 청정법신이 시방삼세에 두루하지만 드러나 보이지 않는다.’는 뜻에서 '청장산'이라 하기도 한다. 연화사･의릉･경희대학교･한국외국어대학교 뒤에 있는 산이다.

## 위치
천장산 자락의 이곳은 조선시대에는 한성부 동부 인창방에 속하였고, 1911년 경기도 경성부 인창면 이문동(里門洞)으로 불리다가 1914년 고양군 숭인면 이문동으로 바뀌었다. 1936년 경성부에 편입되면서 이문정(里門町)이 되었고, 1943년 동대문구에 속하였다. 광복 후인 1946년 10월 1일 일본식 동명(洞名)인 이문정을 이문동으로 바꾸었다.
1970년 5월 18일 이문1~3동으로 분동된 뒤 1975년 성북구 석관동 일부가 이문2동에 편입되었고, 1989년 중랑구의 중화동 일부가 이문1동에 편입되었다. 2009년 5월 4일 동대문구 행정기구설치조례 개정에 따른 동(洞) 통폐합 추진의 일환으로 이문1동과 2동이 이문1동으로 통합되고, 이문3동이 이문2동으로 변경되었다.
서쪽에 이문로, 중랑천변에는 한천로가 동부고속화도로와 연결되어 있고, 경원선이 지나는 외대역과 신이문역이 있다. 한천로 동쪽의 신이문역 부근에는 과거에 연탄공장이 많았다. 270번지의 한국외국어대학교 북쪽 일대는 원래 공동묘지였는데, 1953년부터 1962년까지 청계천 복개공사로 인하여 발생한 철거민들을 정착시키기 위해 묘지를 이장하고 정착촌으로 조성하였다.
산151번지에는 전씨(全氏) 시조묘(始祖墓)와 단소재(壇所齋)가 있다. 전씨 시조묘는 원래 북한에 있었으나 이곳에 새로 조성하였으며, 단소재는 1925년에 의친왕 이강(李堈)이 전씨 종가의 세 공신을 추모하기 위하여 건립하였다. 근처에 숭인재(崇仁齋)가 있어 매년 10월 3일에 전국의 전씨가 모여 제사를 지내는 등 추모행사를 한다. 천장산 기슭에는 태고종 삼홍사(三弘寺)가 있다.

## 전해오는 이야기
천장산자락의 석관동(石串洞)은 천장산의 한 맥이 수수팥떡이나 경단을 꼬치(꼬챙이)에 꽂아 놓은 것처럼 검은 돌을 꽂아 놓은 듯이 보여 돌곶이마을이라고 하던 것을 한자명으로 옮긴 이름이다. 또한 하월곡동(下月谷洞)은 천장산의 모습이 반달처럼 생겼기 때문에 붙여진 이름이다.
갑오개혁 때 한성부 동서(東署) 인창방(仁昌坊) 동소문외계(東小門外契) 석관리(石串里)라고 하였다. 1911년 경기도 경성부(京城府) 인창면(仁昌面) 석관리, 1914년 고양군 숭인면(崇仁面) 석관리로 되었다. 1949년 성북구에 편입되었고, 1950년에 석관동으로 바뀌었다.
1960년 이후부터 인구가 집중되어 도로변에는 상가가 형성되고 주택들이 밀집되기 시작했다. 동의 북쪽으로 화랑로, 남북쪽으로 이문로, 한천로가 지나고 경원선 전철 신이문역과 석계역이 있다. 신이문역과 석계역 사이에는 연탄공장이 많이 있었다.

## 주변환경
동의 서쪽을 흐르는 중랑천은 경기도 양주에서 발원하여 의정부시를 지나 화랑로에 놓인 월릉교 부근까지는 한내라고 부르고, 월릉교에서 우이천, 묵동천이 합류하면서 중랑천이라고 한다. 화랑로변의 석관동과 상월곡동 경계지역을 푸석골이라고 하는데, 고개에 있는 소나무가 크고 사철 푸르기 때문에 산 전체가 푸르게 보인다 해서 붙여진 이름이다.
문화재로는 의릉(懿陵:사적 204)이 있는데, 조선 20대 왕인 경종(景宗)과 계비 선의왕후(宣懿王后) 어씨(魚氏)의 능으로 쌍릉(雙陵)이다. 천장산(天藏山)에는 대한불교조계종 직할교구 본사 조계사의 말사인 연화사가 있다.

## 같이 보기
- 연화사
- 신이문역
- 외대앞역
- 회기역